# Requiem (Leifs)
Pour les articles homonymes, voir Requiem (homonymie).
Requiem, op. 33b, est une courte pièce pour chœur a cappella composée par Jón Leifs en 1947.

## Contexte
L'œuvre est dédiée à la mémoire de sa fille Lif qui s'est noyée dans un accident de natation le 12 juillet 1947 en Suède, peu avant son dix-huitième anniversaire. Il en achève la composition le 31 juillet 1947 tandis que le corps de Lif est transporté en Islande pour y être enterré.
La pièce, d'une durée de seulement cinq minutes, n'a que le nom en commun avec la traditionnelle messe latine des morts. Son texte est un assemblage d'une poésie populaire islandaise et de mots du littérateur Jónas Hallgrímsson et évoque l'idée d'un parent chantant à un enfant endormi.

## Analyse
Cette berceuse composée autour d'une série de quintes à vide répétées (la et mi), enrichies de tierces majeures ou mineures et de l'alternance de hauteur des voix, qui « lui donnent un halo serein mêlant un sentiment de mystère, de tristesse et de totale sérénité ».
Requiem est l'une des compositions les plus connues de Leifs et contraste avec sa production générale, souvent décrite comme « disgracieuse » et « dissonante ».